# Жерар Гоу
Жерар Бі Гуа Гоу (фр. Gérard Bi Goua Gohou; 29 грудня 1988, Ґаньоа) — руандійський та івуарійський футболіст, нападник.

## Кар'єра

### Клубна
Почав займатися футболом у 2004 році в івуарійській команді «ЖК Абіджан». У 2007 році у складі цієї команди 19-річний Гоу дебютував у вищій футбольній лізі Кот-д'Івуару.
Через рік перейшов у марокканський клуб «Хассанія Агадір», де у першому ж сезоні став найкращим бомбардиром чемпіонату з 15 м'ячами. Його помітили, і на початку 2010 року Жерар поповнив склад швейцарського «Ксамакса». За півтора сезони Гоу забив дев'ять голів у 41 матчі чемпіонату.
Влітку 2011 року уклав контракт із турецьким клубом другого дивізіону «Денізліспор», де провів сезон 2011/12, після чого перейшов разлом із головним тренером Османом Озкойлу до іншого клубу першої ліги «Кайсері Ерджіясспор», у складі якого з 19 забитими м'ячами став найкращим бомбардиром сезону 2012/13 і допоміг клубу вийти до Суперліги. Незважаючи на ці успіхи, клуб не продовжив контракт з Гоу, який закінчувався.
5 липня 2013 уклав трирічний контракт з «Краснодаром». Свій перший гол у складі команди забив 3 листопада у матчі з «Кубанню» (1:2), але в основу не пробився, рідко виходячи на заміну.
Влітку 2014 року разом із одноклубником Ісаелем приєднався до алматинського «Кайрату». Африканець зробив хет-трик вже у своєму другому матчі, в якому «Кайрат» розгромив чинного чемпіона Казахстану «Актобе» 7:1. Загалом забив 12 голів у чемпіонаті за пів сезону (13 ігор) та допоміг клубу виграти бронзові медалі, а також зробив вагомий внесок у перемогу «Кайрата» у Кубку Казахстану 2014 року, забивши переможні два голи проти «Актобе» у фіналі (4:1).
У наступному сезоні Гоу став найкращим бомбардиром чемпіонату Казахстану з 22 голами у 28 матчах і допоміг клубу здобути срібні медалі, а також забив три голи у 4 іграх виграного Кубка Казахстану 2015 року і чотири голи у семи матчах Ліги Європи, коли команда вийшла у раунд плей-оф, де поступилася французькому «Бордо». Завдяки цьому три місяці поспіль (квітень, травень, червень) Гоу визнавався найкращим футболістом і у результаті був визнаний ФФК футболістом року у Казахстані. В результаті «Кайрат» продовжив з ним контракт до кінця 2017 року і надав йому найвищу зарплату серед усіх легіонерів у Казахстані — 1,8 мільйона євро на рік.
У сезоні 2016 року Гоу виграв з командою в березні Суперкубок Казахстану, а потім знову з 22 голами в 29 матчах став найкращим бомбардиром чемпіонату Казахстану і допоміг клубу знову стати віцечемпіоном країни. У Кубку провів 4 гри, включаючи програний «Астані» фінал (0:1), але голами не відзначився. Натомість у чотирьох матчах кваліфікації Ліги Європи забив три голи, чим зацікавив московський ЦСКА та китайські клуби, а ізраїльський «Маккабі» двічі запропонував за нього «Кайрату» 4,5 мільйона доларів.
У березні 2017 року Гоу виграв із «Кайратом» свій другий Суперкубок Казахстану, а наприкінці вересня повторив своє досягнення попередніх двох років — знову 22 голи після 29 туру поточного чемпіонату. І за три роки став найкращим бомбардиром «Кайрата» у незалежні часи (78 голів). А у 4 матчах кваліфікації Ліги Європи забив 4 голи і став найкращим бомбардиром казахстанських клубів у Єврокубках з 11 голами за три сезони. 14 жовтня Жерар забив єдиний гол у ворота «Атирау» у фіналі Кубка Казахстану, що проходив у Актобе та приніс перемогу своїй команді. Але, йдучи з поля при заміні, показав публіці двозначний на думку арбітра жест, поплескавши долонею по біцепсу правої зігнутої руки, і отримав червону картку. Тим не менш з трьома голами у трьох матчах Гоу став найкращим бомбардиром Кубка. За підсумками чемпіонату став втретє віце-чемпіоном Казахстану, коли у 32 матчах забив 24 голи (загалом 80 за 3,5 сезону в «Кайраті»). Проте, 13 листопада 2017 року після закінчення чемпіонату Жерар Гоу оголосив в Інстаграмі про свій відхід з «Кайрату». Клуб відмовився від його послуг у зв'язку з вимогою підвищити зарплату.
5 лютого 2018 року Жерар Гоу підписав контракт з китайським клубом Першої ліги «Бейцзін Ентерпрайзес». Жерард зіграв 48 ігор за два сезони, забивши 31 гол.
20 січня 2020 року «Касимпаша» оголосив про підписання з Гоу на 18 місяців з можливістю продовження ще на два роки.
Завершив ігрову кар'єру у Казахстані, де у сезоні 2022 року грав за «Актобе», ставши віце-чемпіоном країни.

### У збірній
Виступав за молодіжну збірну Кот-д'Івуару до 23 років у 2010 році у міжнародному турнірі у Тулоні (Франція). Провів у її складі п'ять матчів, у яких відзначився трьома забитими м'ячами, в тому числі забивши у фіналі проти Данії (3:2).
Після поганої форми Дідьє Дрогба 22 березня 2013 року Жерар Гоу був включений до заявки збірної своєї країни на матч відбіркового турніру до чемпіонату світу 2014 року проти Гамбії, але на поле так і не вийшов. Більше до збірної не залучався, що викликало питання у івуарійської преси.
2022 року збірну Руанди очолив Карлос Алос, який працював разом із Гоу у казахстанському клубі «Кайрат». Іспанець зв'язався з гравцем, щоб залучити його до своєї команди. Отримавши паспорт Руанди, Гоу був викликаний на товариські матчі у вересні 2022 року. 23 вересня 2022 року він дебютував у складі Руанди в товариському матчі з Екваторіальною Гвінеєю (0:0). Загалом зіграв за збірну 3 гри і забив гол у товариському матчі проти Судану (1:0).

## Досягнення
Кот-д'Івуар (олімп.)
- Переможець турніру у Тулоні: 2010

«Кайсері Ерджіясспор»
- Переможець першої ліги Туреччини: 2012/13

«Кайрат»
- Бронзовий призер чемпіонату Казахстану: 2014
- Срібний призер чемпіонату Казахстану (3): 2015, 2016, 2017
- Володар Кубка Казахстану (3): 2014, 2015, 2017
- Власник Суперкубка Казахстану (2): 2016, 2017

«Актобе»
- Срібний призер чемпіонату Казахстану: 2022

### Особисті
- Найкращий бомбардир чемпіонату Марокко: 2008/09 (15 м'ячів)
- Найкращий бомбардир Першої ліги Туреччини : 2012/13 (19 м'ячів)
- Найкращий бомбардир чемпіонату Казахстану: 2015 (22 м'ячі), 2016 (22 м'ячі), 2017 (24 м'ячі)
- Найкращий футболіст року в Казахстані: 2015, 2017[30].
- Член бомбардирського Клубу Нілтона Мендеса (99 голів)[31].

## Клубна статистика
| Виступи              | Виступи           | Виступи           | Чемпіонат | Чемпіонат | Кубки | Кубки | Єврокубки | Єврокубки | Інше | Інше | Всього | Всього |
| Клуб                 | Ліга              | Сезон             | Ігри      | Голи      | Ігри  | Голи  | Ігри      | Голи      | Ігри | Голи | Ігри   | Голи   |
| -------------------- | ----------------- | ----------------- | --------- | --------- | ----- | ----- | --------- | --------- | ---- | ---- | ------ | ------ |
| Ксамакс              | Суперліга         | 2009/10           | 11        | 2         | 0     | 0     | 0         | 0         | 0    | 0    | 11     | 2      |
| Ксамакс              | Суперліга         | 2010/11           | 30        | 7         | 6     | 0     | 0         | 0         | 0    | 0    | 36     | 7      |
| Ксамакс              | Всього            | Всього            | 41        | 9         | 6     | 0     | 0         | 0         | 0    | 0    | 47     | 9      |
| Денізліспор          | Перша ліга        | 2011/12           | 27        | 7         | 0     | 0     | 0         | 0         | 0    | 0    | 27     | 7      |
| Денізліспор          | Всього            | Всього            | 27        | 7         | 0     | 0     | 0         | 0         | 0    | 0    | 27     | 7      |
| Кайсері Ерджіясспор  | Перша ліга        | 2012/13           | 31        | 19        | 0     | 0     | 0         | 0         | 0    | 0    | 31     | 19     |
| Кайсері Ерджіясспор  | Всього            | Всього            | 31        | 19        | 0     | 0     | 0         | 0         | 0    | 0    | 31     | 19     |
| Краснодар            | Прем'єр-ліга      | 2013/14           | 6         | 1         | 1     | 1     | 0         | 0         | 0    | 0    | 7      | 2      |
| Краснодар            | Всього            | Всього            | 6         | 1         | 1     | 1     | 0         | 0         | 0    | 0    | 7      | 2      |
| Кайрат               | Прем'єр-ліга      | 2014              | 13        | 12        | 3     | 2     | 4         | 0         | 0    | 0    | 20     | 14     |
| Кайрат               | Прем'єр-ліга      | 2015              | 28        | 22        | 4     | 3     | 7         | 4         | 1    | 0    | 40     | 29     |
| Кайрат               | Прем'єр-ліга      | 2016              | 29        | 22        | 4     | 0     | 4         | 3         | 1    | 0    | 38     | 25     |
| Кайрат               | Прем'єр-ліга      | 2017              | 32        | 24        | 3     | 3     | 4         | 4         | 1    | 0    | 40     | 31     |
| Кайрат               | Всього            | Всього            | 102       | 80        | 14    | 8     | 19        | 11        | 3    | 0    | 138    | 99     |
| Бейцзін Ентерпрайзес | Перша ліга        | 2018/19           | 21        | 10        | 0     | 0     | 0         | 0         | 0    | 0    | 21     | 10     |
| Бейцзін Ентерпрайзес | Перша ліга        | 2019/20           | 27        | 21        | 0     | 0     | 0         | 0         | 0    | 0    | 27     | 21     |
| Бейцзін Ентерпрайзес | Всього            | Всього            | 48        | 31        | 0     | 0     | 0         | 0         | 0    | 0    | 48     | 31     |
| Касимпаша            | Суперліга         | 2020/21           | 8         | 0         | 0     | 0     | 0         | 0         | 0    | 0    | 8      | 0      |
| Касимпаша            | Суперліга         | 2021/22           | 1         | 0         | 0     | 0     | 0         | 0         | 0    | 0    | 1      | 0      |
| Касимпаша            | Всього            | Всього            | 9         | 0         | 0     | 0     | 0         | 0         | 0    | 0    | 9      | 0      |
| Кайрат               | Прем'єр-ліга      | 2022              | 21        | 8         | 3     | 0     | 0         | 0         | 0    | 0    | 24     | 8      |
| Кайрат               | Всього            | Всього            | 21        | 8         | 3     | 0     | 0         | 0         | 0    | 0    | 24     | 8      |
| Всього за кар'єру    | Всього за кар'єру | Всього за кар'єру | 285       | 155       | 21    | 9     | 19        | 11        | 3    | 0    | 328    | 175    |